# Thaddeus Cho Hwan-kil
Thaddeus Cho Hwan-kil (ur. 7 listopada 1954 w Hwa-Won) – koreański duchowny katolicki, arcybiskup Daegu od 2010.

## Życiorys

### Prezbiterat
Święcenia kapłańskie otrzymał 19 marca 1981. Inkardynowany do archidiecezji Daegu, pracował przede wszystkim jako duszpasterz parafialny. Był także m.in. kapelanem wojskowym, dyrektorem kurialnego wydziału duszpasterskiego, kanclerzem kurii oraz redaktorem naczelnym diecezjalnego czasopisma.

### Episkopat
23 marca 2007 został mianowany biskupem pomocniczym archidiecezji Daegu ze stolicą tytularną Abbir Maius. Sakry biskupiej udzielił mu 30 kwietnia 2007 ówczesny metropolita Daegu - arcybiskup John Choi Young-su.
4 listopada 2010 papież Benedykt XVI minował go arcybiskupem metropolitą Daegu.